# Mesnil Communal Cemetery Extension
Mesnil Communal Cemetery Extension is een Britse militaire begraafplaats met gesneuvelden uit de Eerste Wereldoorlog, gelegen in het Franse dorp Mesnil, een gehucht van Mesnil-Martinsart (departement Somme). De begraafplaats werd ontworpen door Reginald Blomfield en sluit aan bij de zuidelijke rand van de gemeentelijke begraafplaats. Ze ligt aan de Rue d’en Bas op ruim 600 m ten zuidwesten van het dorpscentrum (Église Saint-Nicolas) en heeft een rechthoekig grondplan met een oppervlakte van ruim 1.117 m². Een haag markeert de gemeenschappelijke grens met de gemeentelijke begraafplaats en de drie andere zijden bestaan uit een natuurstenen muur, afgedekt met witte tegels. Het Cross of Sacrifice staat centraal tegen de zuidelijke muur op een verhoogde sokkel. De toegang aan de straatzijde bestaat uit een naar binnen gebogen deel van de muur in witte stenen blokken waarin een enkelvoudig metalen hekje is geplaatst.
Er worden 333 doden herdacht waaronder 93 niet geïdentificeerde.
De begraafplaats wordt onderhouden door de Commonwealth War Graves Commission.
Ruim 1,2 km zuidelijker ligt Martinsart British Cemetery.

## Geschiedenis
De geallieerde frontlinie lag tot het einde van de slag aan de Somme in september 1916 dicht bij het dorp Mesnil. Bij de aanvang van het Duitse lenteoffensief lag het dorp van maart tot augustus 1918 opnieuw dicht bij het front. 
In juli 1916 werd naast de gemeentelijke begraafplaats een uitbreiding aangelegd om gesneuvelden van de slag aan de Somme te begraven.  In 1918 werd ze opnieuw gebruikt als frontliniebegraafplaats. Na de wapenstilstand werden nog graven toegevoegd die afkomstig waren van de slagvelden van 1916 en 1918, ten noordoosten van Mesnil en vanuit de ontruimde Mesnil Dressing Station Cemetery waar toen 141 slachtoffers lagen.
Onder de geïdentificeerde doden zijn er 233 Britten, 5 Canadezen en 2 Nieuw-Zeelanders. 
Tien slachtoffers worden herdacht met een Duhallow Block  omdat zij oorspronkelijk in Mesnil Dressing Station Cemetery waren begraven maar hun lichamen werden bij de ontruiming niet meer gevonden. 

## Onderscheiden militairen
- Reginald Harding, onderluitenant bij de The Queen's (Royal West Surrey Regiment) werd tweemaal onderscheiden met het Military Cross (MC and Bar).
- George James Wharf, kapitein bij de Royal Marine Light Infantry en Cyril Gordon Walker, luitenant bij de Royal Naval Volunteer Reserve werden onderscheiden met het Military Cross (MC).
- Albert Victor Prosser, onderluitenant bij de Sherwood Foresters (Notts and Derby Regiment) werd onderscheiden met de Distinguished Conduct Medal (DCM).
- onderofficier Archibald David Porter, sergeant James Farrow Maxwell, matroos C. Wilson en de soldaten Robert Campbell, C.D. Tecter en A. Bridger werden onderscheiden met de Military Medal (MM).